# Microtus transcaspicus
Закаспијска волухарица (Microtus transcaspicus) је сисар из реда глодара и породице хрчкова (лат. Cricetidae).

## Распрострањење
Врста има станиште у Ирану и Туркменистану.

## Станиште
Врста Microtus transcaspicus има станиште на копну.

## Начин живота
Годишњи број окота је просечно 2-3.

## Угроженост
Ова врста није угрожена, и наведена је као последња брига јер има широко распрострањење.

### Популациони тренд
Популациони тренд је за ову врсту непознат.